# La Original Banda El Limón
La Original Banda el Limón de Salvador Lizárraga es una agrupación de música regional mexicana, especializada en el estilo de banda sinaloense y que interpreta rancheras, corridos, cumbias, baladas, boleros y sones. La agrupación cuenta con 59 años de trayectoria y 35 discos lanzados a la venta a lo largo de los años.

## Biografía
La Original Banda El Limón, nació en 1965 en el poblado, El Limón de Los Peraza, cerca de Mazatlán, Sinaloa bajo el nombre de "Banda Limón". En aquel tiempo comandaban la banda los señores Pedro Aramburo, Encarnación Peraza, Lino Quintero, Carlos Peraza y Pedro Peraza. La banda trabajaba los fines de semana en Mazatlán, regresando a su pueblo entre semana. Al paso del tiempo decidieron quedarse a radicar en ese puerto. Es así como músicos mazatlecos ingresan a la banda. Así llegó el invaluable aporte de Salvador Lizárraga, Trinidad Placencia y Salvador Tirado. La banda otorgó el mando, dirección y representación a Salvador Lizárraga en 1976 por su profesionalidad y amor a la agrupación. Banda Limón fue la primera en utilizar equipo de sonido y vocalista, siendo este El Güero Tacho el primero, con quien solo se presentarian en vivo. A este le siguió el primer vocalista oficial en discográfia; Julio Preciado. En 1990 firman contrato con la compañía de discos Fonorama en Guadalajara, Jalisco con quien lanzaron su primer material discográfico, "Puro Mazatlán" con la voz de Julio Preciado, grabando con este un total de cuatro discos de larga duración obteniendo sus primeros éxitos discográficos; Juan Martha, Tu buen camino, El León de la sierra, A quien no le gusta eso, La muela, Leña de pirul, la caída de un monarca, Al ritmo de la banda, Dos gotas de agua, María de Jesús, entre otros. En 1992 le adhieren al nombre "La Arrolladora" Banda El limón en sus producciones. Preciado sale de la agrupación para irse a Banda El Recodo. En su lugar llega Jorge Cordero, famoso en su niñez por su participación en el programa televisivo "Juguemos a Cantar", grabando con el los discos: "Sabiendo Quien Era Yo" y "Duro a la Baila". Para 1994 llega un nuevo vocalista recién salido de Banda La Costeña; José Ángel Ledezma, mejor conocido como “El Coyote”, grabando los discos; "Para Estar a mano", "Vida Prestada", "Que se te olvido" y "Me lo contaron ayer". En 1996 Salvador Lizárraga sufre un derrame cerebral, dejando encargada la banda a René Camacho, quien debido al éxito obtenido por los temas; "Que voy a hacer para olvidarte" y "Que se te olvido", aprovecha y abusa de la confianza de su director Salvador Lizárraga para formar en 1997 una nueva agrupación con el mismo nombre, robando el concepto del mismo, haciéndose pasar por "La Arrolladora Banda El Limón". Es aquí cuando recuperado en 1997, regresa Salvador Lizárraga con toda su banda, y la nombran desde ese momento “La Original Banda El Limón de Salvador Lizárraga”, dejando atrás su eslogan "La Arrolladora" que usaban desde 1992. La compañía discográfica reeditó todos sus discos hasta ese entonces cambiando el "La Arrolladora" por "La Original". En esta etapa ingresa a la banda Luis Antonio López “El Mimoso”, ocupando el lugar del Coyote por unos meses ya que también saldría para irse a Banda El Recodo. En 1998 ingresa Nico Flores (También ex-vocalista de Banda La Costeña), manteniendo la esencia de la banda con 2 discos; "En Mil Pedazos" y "Quiero Olvidarme De Ti", acompañado en estos por Chuy Lizárraga y Evaristo Lamarque en las voces. En 2001 llega la renovación de la agrupación, ingresando varios integrantes de la familia Lizárraga y contando con las voces de Toño Lizárraga y Alejandro Ojeda (quien en 2003 también se iría a Banda El Recodo). De esta etapa son los discos; "Eternamente Original o Soledad", "Coincidencia", "Para Ti" y "Nuestras Favoritas de Marco Antonio Solis". En 2004 Tras la salida de Álex Ojeda, lo reemplaza Israel Valdez y se realiza un homenaje en el salón bacanora de Mazatlán a la trayectoria de Salvador Lizárraga y 40 aniversario de Banda El Limón donde se grabaron 2 discos en vivo y un DVD. La dupla de voces, Toño Lizárraga e Israel Valdez duro hasta 2010, logrando de esta etapa éxitos como, “Abeja Reina”, “La Peor es nada”, “Llegó su padre”, “Ángel de la Noche”, “Me esta pegando fuerte”, “Vete”, “Aléjate y déjame”, “Se me hizo vicio”, “Derecho de antigüedad”, “La cama destendida”, “Que me digan loco”, entre otros. El 14 de junio del mismo año lanzan el álbum "El Primer Lugar", el primer sencillo del álbum fue “Di que regresarás”, el cual logra ocupar el primer puesto en ventas en descarga digital. El segundo sencillo del álbum titulado “El Mejor Perfume”, compuesto por Luis Carlos Monroy y Adrián Pieragostino, logró ocupar el primer puesto en el chart mexicano. El tercer sencillo del álbum se titula «El Primer Lugar», al igual que el álbum. El álbum fue considerado por los expertos del género regional mexicano, como el mejor. 
Ese mismo año participan en el disco tributo a Caifanes con la canción "No Dejes Que".
El 21 de noviembre de 2011 lanzan el sencillo «Santa Claus Llegó a la Ciudad» junto al Grupo Cañaveral de Humberto Pabon.
El 30 de octubre de 2012 lanzan el álbum recopilatorio "Mi Colección: La Original Banda El Limón de Salvador Lizárraga". El 29 de enero de 2013 lanzan otro álbum recopilatorio, titulado "Romances: La Original Banda El Limón de Salvador Lizárraga". El 5 de febrero del mismo año lanzan el álbum titulado "La Original y Sus Boleros de Amor".
En 2015 Salvador Lizárraga se retira de los escenarios.
Salvador Lizárraga, fundador de La Original Banda El Limón, fallece el 29 de marzo de 2021 a los 88 años de edad.

## Discografía
- 1990: Puro Mazatlán
- 1990: Oiga Usted Mi General
- 1991: El Abandonado
- 1992: Al Ritmo De La Banda
- 1993: Sabiendo Quién Era Yo (conocido también como besando la cruz)
- 1994: Duro A La Baila
- 1995: Para Estar A Mano
- 1995: Vida Prestada
- 1996: Qué Se Te Olvidó
- 1997: Me Lo Contaron Ayer
- 1999: En Mil Pedazos
- 2000: ¡Quiero Olvidarme De Ti!
- 2001: 20 Corridos Explosivos
- 2001: Eternamente Original (conocido también como soledad)
- 2002: Coincidencia
- 2002: Lo Mejor y Lo Nuevo
- 2002: Para Ti
- 2003: Nuestras Favoritas De Marco Antonio Solís
- 2004: 40 Años
- 2005: 20 Limonazos y Algo Más
- 2006: Homenaje A Don Salvador Lizarraga
- 2006: Homenaje A 40 Años De Banda El Limón
- 2007: No Ocupo Oro Para Brillar
- 2008: Puros Corridos y Algo Más
- 2008: Derecho de Antigüedad
- 2009: Las Más Famosas
- 2010: Nuestra Colección de Oro
- 2010: Las Número Uno
- 2010: Soy tu Maestro
- 2011: Grandes Corridos
- 2011: El Primer Lugar
- 2012: Mi Colección
- 2013: Romances
- 2013: La Original y Sus Boleros de Amor
- 2013: Fin De Semana
- 2014: 20 Kilates
- 2014: La Historia... Nuestros Éxitos
- 2015: Medio Siglo
- 2016: Más Original Que Nunca
- 2016: El Mayor De Mis Antojos
- 2017: En Vivo Zócalo
- 2017: Un Pequeño Momento En Vivo para Alguien Muy Especial
- 2018: Un Auditorio Muy Original, Vol. 1
- 2018: Un Auditorio Muy Original, Vol. 2
- 2019: De Aquí Pa'L Real
- 2021: El Presente Es Lo Que Cuenta

## Compilaciones
- 2014: Las Bandas Románticas de América 2014 //  Tema: "El Destino"

## Premios y nominaciones
| Ano  | Premiación                   | Categoría                             | Trabajo                    | Resultados |
| ---- | ---------------------------- | ------------------------------------- | -------------------------- | ---------- |
| 1999 | Grammy Latinos               | Mejor Canción Regional Mexicana       | Mi Suerte                  | Nominados  |
| 2010 | Galardón a los Grandes       | Mejor Banda del Año                   | La Original Banda El Limón | Ganadores  |
| 2010 | Premios Oye!                 | Solista o grupo de banda duranguense  | Soy tu Maestro             | Nominados  |
| 2010 | Grammy Latinos               | Mejor Álbum de Música de Banda        | Soy tu Maestro             | Nominados  |
| 2010 | Premios Monitor Latino       | Canción del Año                       | Derecho de Antigüedad      | Nominados  |
| 2010 | Premios Monitor Latino       | Canción Banda del Año                 | Derecho de Antigüedad      | Nominados  |
| 2010 | Premios Monitor Latino       | Hot Song del Año regional mexicano    | Derecho de Antigüedad      | Nominados  |
| 2010 | Premios Monitor Latino       | Video del Año                         | Derecho de Antigüedad      | Nominados  |
| 2010 | Premios Monitor Latino       | Álbum Banda del Año                   | Soy Tu Maestro             | Nominados  |
| 2010 | Premios Monitor Latino       | Banda del Año                         | La Original Banda El Limón | Nominados  |
| 2010 | Premios Monitor Latino       | Artista del Año                       | La Original Banda El Limón | Nominados  |
| 2012 | Premio Lo Nuestro            | Grupo o Dúo del Año                   | La Original Banda El Limón | Nominados  |
| 2012 | Premio Lo Nuestro            | Banda del Año                         | La Original Banda El Limón | Nominados  |
| 2012 | Premios Texas                | Mejor artista Regional Mexicano       | La Original Banda El Limón | Ganadores  |
| 2012 | Latin Billboard Music Awards | Dúo o grupo regional mexicano del año | La Original Banda El Limón | Nominados  |
| 2012 | Latin Billboard Music Awards | Canción regional mexicana del año     | Di que regresarás          | Nominados  |
| 2012 | Premio ASCAP                 | Mejor Canción Latina del Año          | Di que regresarás          | Ganadores  |
| 2012 | Grammy Latinos               | Mejor Canción Regional Mexicana       | El Mejor Perfume           | Ganadores  |
| 2013 | Premios Texas                | Artista Regional Mexicano             | La Original Banda El Limón | Ganadores  |
| 2013 | Premios Texas                | Álbum del Año                         | Boleros de Amor            | Ganadores  |